# Distance and Time
Distance and Time – album studyjny brytyjskiego muzyka i wokalisty Finka, wydany 1 października 2007 roku nakładem wytwórni płytowej Ninja Tune. Utwory na album napisali Guy Whittaker, Tim Thornton, Isobel Heyworth, Sara Grebow, Andre Abshagen, Blair MacKichan oraz sam wokalista.
Album dotarł do 139. pozycji francuskiego zestawienia prowadzonego przez Syndicat national de l'édition phonographique.

## Lista utworów
Opracowano na podstawie materiału źródłowego.
1. „Trouble’s What You’re In” – 4:27
2. „This Is the Thing” – 4:32
3. „If Only” – 4:22
4. „Blueberry Pancakes” – 4:22
5. „Get Your Share” – 3:17
6. „Under the Same Stars” – 4:10
7. „So Many Roads” – 4:03
8. „Make It Good” – 3:37
9. „Little Blue Mailbox” – 4:10